# Chrysobothris subcylindrica
Chrysobothris subcylindrica es una especie de escarabajo del género Chrysobothris, familia Buprestidae. Fue descrita científicamente por Ménétries in Motschulsky en 1859.
Se encuentra desde Oregón y California hasta Idaho, Utah y Nuevo México.